# Cisneros-Orden
Der Cisneros-Orden (es. Orden de Cisneros) wurde am 8. März 1944 durch den spanischen Staatschef Francisco Franco gestiftet und war eine Auszeichnung der Falange-Bewegung. Sie wurde durch den Generalsekretär der Bewegung an Personen verliehen, die sich auf dem Gebiet der „geistlichen Entwicklung des Landes“ verdient gemacht hatten.

## Ordensklassen
Der Orden wurde in fünf Klassen sowie einer affiliierten Medaille gestiftet und die Anzahl der Mitglieder war beschränkt:
- Collane – auf 11 Mitglieder
- Großkreuz – auf 200 Mitglieder
- Komtur mit Stern – auf 500 Mitglieder
- Komtur – auf 1.000 Mitglieder
- Kreuz (für Ritter) / Schleife (für Damen)
- Goldene Medaille zum Cisneros-Orden[1]

Die 1. und 2. Klasse des Ordens wurden per Dekret von Caudillo Francisco Franco auf Vorschlag des Generalsekretärs der Bewegung verliehen. Die übrigen Klassen durch eine ministerielle Verordnung im Namen des Staatsoberhauptes Franco. Mit der Verleihung der 1. und 2. Klasse waren die Beliehenen mit Excellenz und Komture mit Stern mit dem Titel Ilustrísima (Hochverehrte Herren) anzusprechen. Die Collane selber besteht aus einer Abfolge von Kreuzen und Palmen, in dessen Mitte dann das beschriebene Kreuz angebracht ist.

## Aussehen und Trageweise

### Ordenszeichen
Das Ordenszeichen, nach dem Vorbild des Heiligen Johannes von Malta, ist ein rot emailliertes, aus vier randvergoldeten Kreuzwinkeln bestehendes Malteserkreuz, (auch Kolumbuskreuz genannt) mit acht Spitzen, die allesamt mit einer kleinen goldenen Kugel verziert sind. In seiner Mitte ist zentral der St.-Johannes-Adler in schwarzer Emaille mit goldenen Rändern und angedeuteten Gefieder zu sehen, der in seinen Fängen ein leeres Joch hält. Zusammen mit den beiden in den unteren Kreuzwinkeln dargestellten Bündeln zu je fünf goldenen nach oben zeigenden Pfeilen, bilden sie das Symbol der Falange. Der Adlerkopf, dessen Schnabel rot emailliert ist, ruht dabei auf einem goldenen, runden, christlichen Heiligenschein.

### Collane
Die Collane besteht aus einer Abfolge aus gekreuzten, goldenen Palmenornamenten, roten Malteserkreuzen (ohne mittig aufgelegten Adler) sowie den St.-Johannes-Adler in folgender Reihenfolge von links nach rechts: gekreuztes Palmenornament – Malteserkreuz – Palmenornament – Adler – Palmenornament – Malteserkreuz – Palmenornament – Adler – Palmenornament – Malteserkreuz – Palmenornament – Adler – Palmenornament – Malteserkreuz – Palmenornament – Adler – Palmenornament – Malteserkreuz – Palmenornament – Adler – Palmenornament – Malteserkreuz – Palmenornament – Adler, der die Aufhängung zum darunterliegenden Ordenszeichen darstellt. Insgesamt besteht die Kette aus sechs Malteserkreuzen, sechs Adlern sowie zwölf Palmenornamenten.

### Großkreuz
Getragen wurde das Großkreuz an einem 101 mm breiten kardinalroten Band von der rechten Schulter zur linken Hüfte hin. Verschlungen wird das ganze dann mit einer Rosette, welche die gleiche Farbe des Ordensbandes hat. An dieser Rosette wird das Ordenszeichen befestigt. Dazu wird zeitgleich auf der linken Brustseite des Beliehenen das Ordenszeichen als Bruststern getragen.

### Komturkreuz
Das Komturkreuz, welches im Übrigen dieselbe Maße des Großkreuzes aufweist, mit Bruststern (der die Form desselbigen Ordenszeichen nur mit silbernen Pfeilen hat) zeigt das soeben erwähnte Ordenszeichen an einem 30 mm breiten Kardinalroten Halsband. In dessen Mittelpunkt, beim oberen Kreuzarm, befindet sich ein nach oben hin verjüngendes goldenes Ornament. Auf dessen Spitze ist eine kleine, waagerecht durchbohrte goldene Kugel aufgesetzt, die von einer Ringöse durchzogen wird. An ihr ist eine Art Sprungring befestigt, durch dessen Mitte das Halsband läuft.

### Ritterkreuz
Die 5. Klasse als Bandorden ist etwas kleiner als das Komturkreuz und zeigt das oben beschriebene Ordenszeichen. An dessen oberen Kreuzwinkel ist ein goldenes sich verjüngendes Ornament befestigt, auf dessen zulaufender Spitze eine aufgesetzte goldene und senkrecht durchbohrte Kugel zu sehen ist. Es gibt jedoch auch Varianten mit glatter Haltevorrichtung. An ihr wird die Ringöse befestigt. Wie bei den spanischen Bandorden üblich, wird das Ordensband in Kardinalrot mit einer goldenen Tragespange abgeschlossen. Auf dessen Rückseite befindet sich dann die querliegende Nadel mit Gegenhaken. Getragen wurde die Goldene Medaille an der linken Brustseite des Beliehenen.

### Goldene Medaille
Die Goldene Medaille mit einem Durchmesser von ca. 37 mm (ohne Ring) zeigt mittig auf ihrer Vorderseite das erhaben geprägte, oben beschriebene Ordenszeichen, welches vollkommen vergoldet ist und von einem, fein geriffelten Rand umschlossen wird. An ihrer oberen Seite ist eine kleine goldene Kugel angebracht die senkrecht durchbohrt wurde, um an ihr die Ringöse zu befestigen. Das Ordensband selber ist 34 mm breit und ist in der Farbe Kardinalrot gehalten. Die Rückseite ist glatt gehalten. Wie beim Ritterkreuz dieses Ordens, wird das Ordensband mit einer goldenen Tragespange abgeschlossen. Auf dessen Rückseite befindet sich dann die querliegende Nadel mit Gegenhaken. Getragen wurde die Goldene Medaille an der linken Brustseite des Beliehenen.

## Sonstiges
Zum 20. Jahrestag des Beginns des Spanischer Bürgerkriegs wurden am 18. Juli 1956 insgesamt 22 Personen mit dem Großkreuz geehrt.